# Урочище «Глуша»
Уро́чище «Глу́ша» — загальнозоологічний заказник місцевого значення в Україні. Розташований у межах Зарічненського району Рівненської області, на території Кутинської сільської ради. 
Площа 183 га. Створений рішенням Рівненського облвиконкому № 343 від 22.11.1983 року. 
Охороняються місця поселення бобрів та водоплавних птахів на річці Стохід.